# Diplocolenus funebris
Diplocolenus funebris är en insektsart som beskrevs av Alexander Fyodorovich Emeljanov 1972. Diplocolenus funebris ingår i släktet Diplocolenus och familjen dvärgstritar. Inga underarter finns listade i Catalogue of Life.